# حكومة غلغت-بلتستان
حكومة غلغت-بلتستان (بالأردوية:  حکومتِ گلگت بلتستان)‏ هي حكومة إقليم غلغت - بلتستان المتمتع بالحكم الذاتي في باكستان. وقد تم تحديد سلطاتها وهيكلها في أمر التمكين والحكم الذاتي في غلغت-بلتستان لعام 2009م، حيث تخضع 10 مقاطعات لسلطتها وولايتها القضائية. تشمل الحكومة مجلس الوزراء، المختار من أعضاء الجمعية التشريعية لغلغت-بلتستان، والموظفين المدنيين غير السياسيين داخل كل دائرة. يحكم المقاطعة هيئة تشريعية ذات مجلس واحد مع رئيس الوزراء. يختار رئيس الوزراء، وهو دائمًا زعيم حزب سياسي ممثَّل في الجمعية، أعضاء مجلس الوزراء. وبالتالي، فإن رئيس الوزراء ومجلس الوزراء مسؤولان عن سير عمل الحكومة ويحق لهما البقاء في مناصبهما طالما يحافظان على ثقة الجمعية المنتخبة. يُعرف رئيس المقاطعة باسم الحاكم. مقر الحكومة في غلغت، وبالتالي فهي بمثابة عاصمة الإقليم.

## التاريخ
في عام 1970، تم دمج وكالة غلغت ومقاطعة بلتستان في لاداخ وزارات سابقًا وولايتي هونزا وناغار لتشكيل المناطق الشمالية الخاضعة للإدارة الفيدرالية أو المناطق الشمالية لفترة قصيرة. تم تغيير اسم المنطقة إلى غلغت-بلتستان في عام 2007 ومنحت وضع الحكم الذاتي في عام 2009.

### أمر تمكين غلغت-بلتستان والحكم الذاتي لعام 2009
بينما كانت باكستان تسيطر عليها إداريًا منذ عام 1947، لم يتم دمج غلغت-بلتستان رسميًا ولا تشارك في الشؤون السياسية الدستورية. في 29 أغسطس 2009، أصدرت حكومة باكستان أمر تمكين والحكم الذاتي في غلغت-بلتستان لعام 2009 ووقعه الرئيس لاحقًا. منح النظام الحكم الذاتي لشعب غلغت-بلتستان، من خلال إنشاء، من بين أمور أخرى، جمعية تشريعية منتخبة في غلغت-بلتستان ومجلس غلغت-بلتستان. وهكذا حصلت غلغت-بلتستان على وضع يشبه المقاطعة فعليًا دون أن تصبح جزءًا دستوريًا من باكستان.

## السلطة التنفيذية
تتكون حكومة غلغت-بلتستان من هيئة منتخبة ديمقراطيا مع حاكم غلغت-بلتستان كرئيس دستوري. يتم انتخاب رئيس وزراء غلغت-بلتستان من قبل الجمعية الإقليمية لغلغت-بلتستان ليكون رئيسًا للحكومة الإقليمية.

### الوزارات
يتكون الجهاز التنفيذي من الإدارات التالية:
- وزارة الداخلية والسجون
- وزارة المالية
- وزارة القانون والادعاء
- وزارة الخدمات والإدارة العامة والمعلومات ودائرة مجلس الوزراء
- وزارة الإيرادات والعشر والزكاة والمكوس والضرائب والتعاون
- وزارة الأغذية والزراعة والثروة السمكية وتربية الحيوان
- وزارة الغابات والحياة البرية والبيئة
- وزارة التعليم والرعاية الإجتماعية وتنمية المرأة
- وزارة الصحة ورعاية السكان
- وزارة الأشغال
- وزارة إدارة الحكم المحلي والتنمية الريفية والتعداد
- وزارة المياه والطاقة
- وزارة السياحة والرياضة والثقافة والشباب
- وزارة التنمية المعدنية والصناعة والتجارة والعمل
- وزارة التخطيط والتطوير

## السلطة التشريعية
الجمعية التشريعية لغلغت-بلتستان هي هيئة تشريعية مكونة من 33 مقعدًا من مجلس واحد. لديها 24 عضوا منتخبا مباشرة، 6 مقاعد محجوزة للنساء بالإضافة إلى 3 مقاعد محجوزة للتكنوقراط.

## مجلس غلغت-بلتستان
تم إنشاء مجلس غلغت-بلتستان وفقًا للمادة 33 من مرسوم غلغت-بلتستان (التمكين والحكم الذاتي) لعام 2009. رئيسه هو رئيس وزراء باكستان وحاكم غلغت-بلتستان هو نائب الرئيس. ويمكنه التشريع بشأن 53 موضوعا كما هو منصوص عليه في الجدول الثالث من الأمر. ومن بين الأعضاء الآخرين رئيس وزراء غلغت-بلتستان، و6 أعضاء يتم ترشيحهم من قبل رئيس وزراء باكستان و6 أعضاء يتم انتخابهم من قبل الجمعية التشريعية لغلغت-بلتستان.

## السلطة القضائية
في ضوء حكم المحكمة العليا الباكستانية في القضية المرفوعة من قبل وهاب الكاهري والقاضي شهباز خان وآخرين، أنشأت حكومة باكستان محكمة استئناف المناطق الشمالية في غلغت، بتاريخ 8 نوفمبر 1999م مع سلطة الاستئناف، بدأت المحكمة عملها في 27 سبتمبر 2005م، عندما تم تعيين الرئيس والأعضاء. في 15 ديسمبر 2007م بموجب التعديلات في أمر حوكمة المناطق الشمالية لعام 1994م، أعيد تسمية المحكمة باسم محكمة الاستئناف العليا للمناطق الشمالية وتم توسيع نطاق اختصاصها من خلال منح الاختصاص الأصلي والاستئنافي، كما تم منحها وضعا مساويا للمحكمة العليا لأزاد جامو وكشمير. 

### محكمة الاستئناف العليا غلغت-بلتستان
في 9 سبتمبر 2009، مُنحت محكمة الاستئناف العليا ولاية قضائية مماثلة مساوية للمحكمة العليا لباكستان من خلال إصدار غلغت-بلتستان (أمر التمكين والحكم الذاتي) لعام 2009م. تتكون محكمة الاستئناف العليا من رئيس وقاضيين. المقر الدائم للمحكمة في غلغت، لكن المحكمة تعقد جلساتها أيضًا من وقت لآخر في سكاردو.[بحاجة لمصدر]

### رئيس محكمة غلغت-بلتستان
محكمة غلغت-بلتستان الرئيسية هي محكمة الاستئناف وتعادل المحاكم العليا الإقليمية الأخرى وفقًا لأمر غلغت-بلتستان للتمكين والحكم الذاتي لعام 2009م.

## روابط خارجية
- حكومة غلغت-بلتستان